# Llinda al carrer Major de Betren
Llinda al carrer Major de Betren és una obra del municipi de Vielha e Mijaran (Vall d'Aran) inclosa a l'Inventari del Patrimoni Arquitectònic de Catalunya.

## Descripció
Casa amb pati tancat per un gran portal, cobert amb llosa de pissarra a doble vessant. La llinda està formada per un gran bloc on hi ha gravada la següent inscripció -que es troba interrompuda per un mur-:
SANS IHS NERM// IGM IOAN ANTON SAN RECTOR Y PERE SANA[...]